# Hun-Hunahpu
Hun-Hunahpu – bóg w mitologii Majów Kicze, jeden z najstarszych bogów z panteonu.  
Był mężem bogini Ixquic, z którą spłodził dwóch bliźniaczych synów 
Hunahpu i Ixbalanque. Miał również synów z inną boginią Xbaquiyalo o imionach Hunbatz i Hunchouen, którzy byli  personifikacją planety Wenus tyle że pierwszy występował w mitologii Kicze jako Gwiazda Wieczorna, a drugi jako Gwiazda Poranna. 
Hun i jego brat Vucub zostali zabici przez Panów Śmierci. Mieli za zadanie pilnować, by ogień nie wygasł. W przeciwnym razie mieli zostać zabici. Próba się nie udała i Hun z Vucubem zostali skazani na śmierć. Ich zabójstwo zostało pomszczone przez jego synów.
Hun-Hunahpu po swojej śmierci wstąpił do nieba i stał się słońcem, gdzie uosabiał zorzę, światło i jasność rozpraszającą mroki niewiedzy.